# Artenara
Artenara is een plaats en gemeente in de Spaanse provincie Las Palmas in de regio Canarische Eilanden met een oppervlakte van 66 km². De gemeente ligt in het westen van het eiland Gran Canaria en telt 1.136 inwoners (1 januari 2016). Behalve de gelijknamige plaats liggen in gemeente Artenara nog een aantal andere kernen, veelal gehuchten in de bergen.
Artenara is een klein bergdorp. De hoogste top van eiland, de Pico de las Nieves (1.949 m), en de bekende Roque Nublo (1.813 m) bevinden zich in de buurt. Veel ambachtslieden hebben zich in Artenara gevestigd. De producten die hier in de werkplaatsen en ateliers te koop zijn lopen uiteen van keramiek voor dagelijks gebruik en typisch Canarisch kantwerk dat met de hand wordt vervaardigd. Tot de bezienswaardigheden behoren meerdere tot op heden bewoonde grotwoningen in het oudste deel van de plaats en de in een grot aangelegde kapel ter ere van de Virgen de la Cuevita.
Ook op andere plaatsen in de gemeente zijn archeologische vindplaatsen die veel laten zien over hoe de oorspronkelijke Canarische bevolking leefde. Het archeologisch complex Acusa is een van de belangrijkste vindplaatsen hier. Het bestaat uit grotwoningen en begraafplaatsen.

## Afbeeldingen

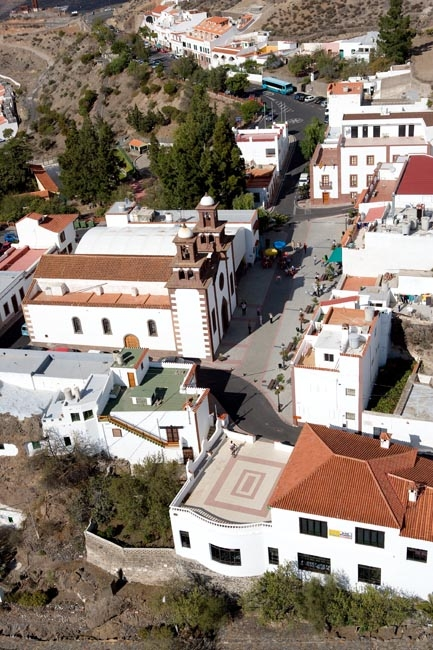
Blik op Artenara
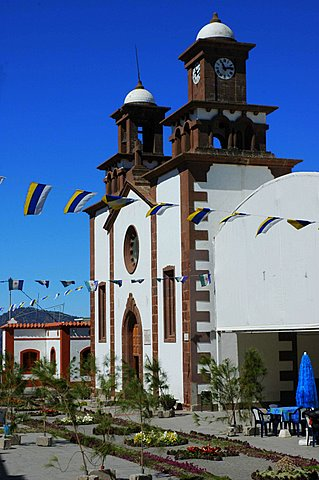
De San Matias-kerk van Artenara
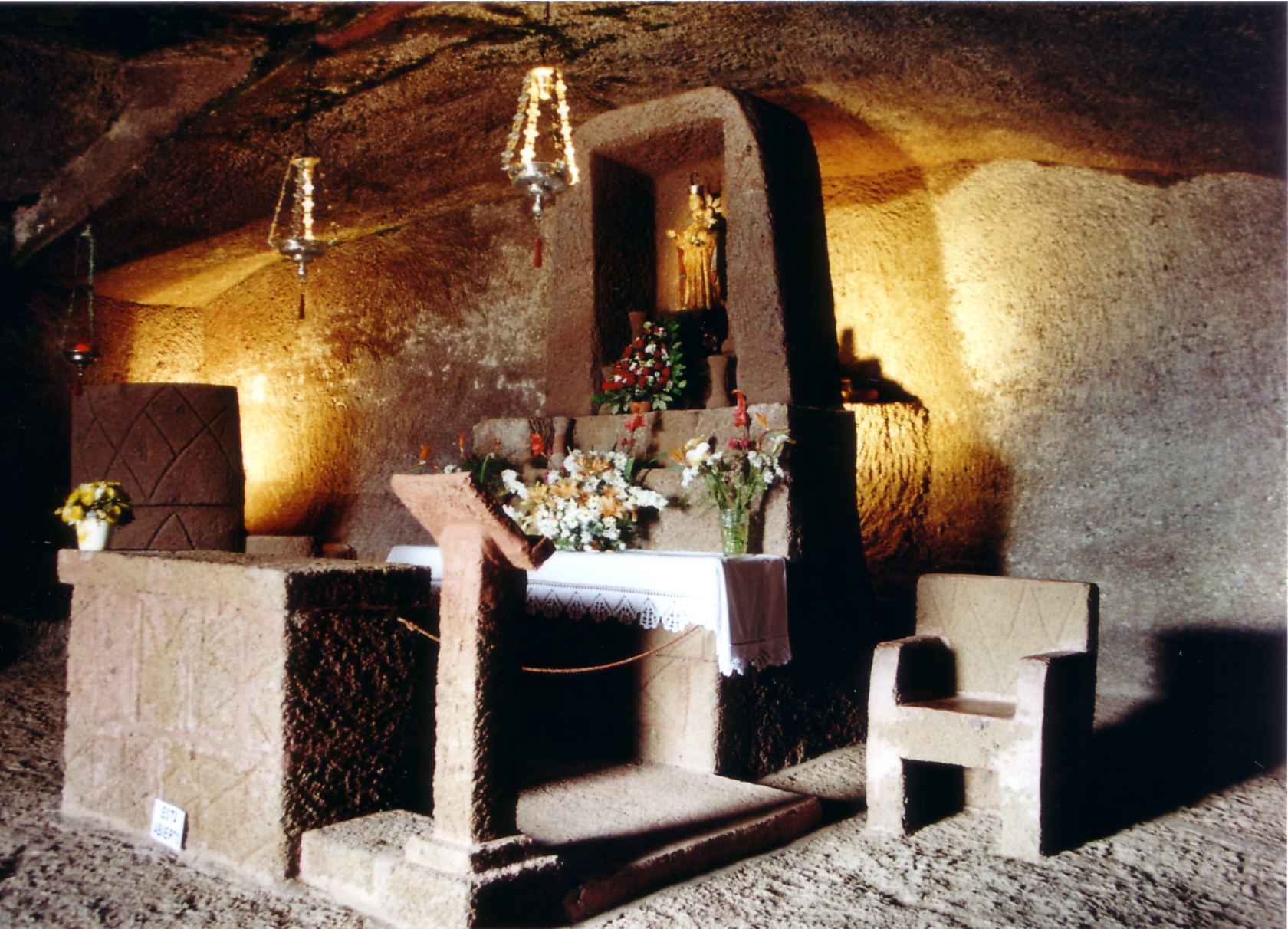
Kapel Virgen de la Cuevita
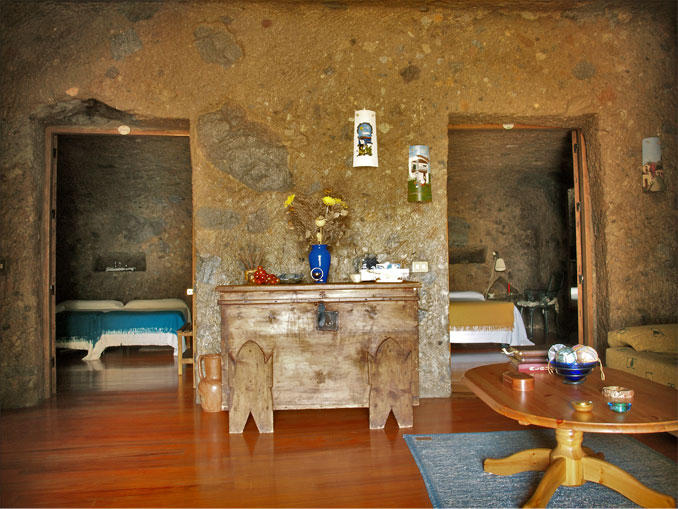
Interieur grotwoning

Hoofdstad: Las Palmas de Gran Canaria

Gemeenten / gemeentelijke hoofdsteden: Agaete · Agüimes · Artenara · Arucas · Firgas · Gáldar · Ingenio · La Aldea de San Nicolás · Mogán · Moya · San Bartolomé de Tirajana · Santa Brígida · Santa Lucía de Tirajana · Santa María de Guía de Gran Canaria · Tejeda · Telde · Teror · Valleseco · Valsequillo de Gran Canaria · Vega de San Mateo

Overige plaatsen: Arguineguín · Fataga · Maspalomas · Playa del Inglés · Puerto de las Nieves · Puerto de Mogán · Puerto Rico · San Agustín